# Putsch in Bulgarien am 19. Mai 1934
Der Bulgarische Putsch vom 19. Mai 1934, in Bulgarien auch als Putsch des 19. Mai (bulgarisch Деветнадесетомайски преврат Dewetnadesetomajski prewrat) bekannt, war ein Putsch der Sweno-Gruppierung und der Bulgarischen Militärunion, unterstützt durch Einheiten der Bulgarischen Armee. Die Regierung des Volksblocks wurde als Ergebnis des Putschs entfernt und der bulgarische Offizier Kimon Georgiew wurde Ministerpräsident des Zarentums Bulgarien.

## Hintergrund
Nach der Niederlage im Ersten Weltkrieg, an welchem das Zarentum Bulgarien an Seite der Mittelmächte teilgenommen hatte, musste Ferdinand I. im Oktober 1918 zugunsten seines Sohnes Boris III. abdanken. Bulgarien musste den Vertrag von Neuilly-sur-Seine mit den Siegermächten des Ersten Weltkriegs akzeptieren. Aleksandar Stambolijski (Bauernvolksbund (BSNS)) wurde der Ministerpräsident Bulgariens in den frühen 1920er-Jahren, bis er im Juni 1923 im Juniputsch gestürzt und von Elementen der Inneren Mazedonischen Revolutionären Organisation (IMRO) ermordet wurde.
Die neue rechtsgerichtete Regierung, die sich nach dem Juniputsch an die Spitze Bulgariens setzte, wich von Stambolijskis Kurs des bäuerlichen Populismus ab und Aleksandar Zankow wurde Ministerpräsident. Zankow behielt dieses Amt bis Januar 1926 und musste zunächst im September 1923 einen kommunistischen Umsturzversuch, den Septemberaufstand unter Führung des bulgarischen Kommunisten Georgi Dimitroff, überstehen. 1925 wurde die Bulgarische Kommunistische Partei verboten. Die bulgarischen Kommunisten bildeten einen der drei wichtigen politischen Blöcke Bulgariens in der Zwischenkriegszeit. Der zweite dieser Blöcke war das liberaldemokratische Spektrum, der dritte Block die bulgarischen Nationalisten. Die heterogene nationalistische Bewegung in Bulgarien bestand aus verschiedenen Gruppierungen, etwa der Otets Paisii, der Ratnitsi und den Legionären (SBNL) des Christo Lukow. Zankow gehörte dem nationalistischen Spektrum an, und versuchte eine Massenbewegung („Demokratische Eintracht“) nach Vorbild der italienischen PNF zu bilden. Eine Bewegung von besonderer Wichtigkeit innerhalb des nationalistischen Lagers war die Sweno, eine politische Verbindung nationalistisch gesinnter bulgarischer Offiziere. Geführt wurde die Sweno von Kimon Georgiew.
Im Jahr 1931 kehrte der Bauernvolksbund nach einem überraschenden Wahlsieg in den politischen Mittelpunkt zurück. Eine Koalition des Bauernvolksbundes, der Demokratischen Partei (DP) und der bulgarischen Liberalen. Aleksandar Malinow von der DP wurde am 29. Juni 1931 Ministerpräsident. Ihm folgte am 12. Oktober 1931 Nikola Muschanow, ebenfalls von der DP. Die Koalition aus BSNS, DP und Liberalen wurde jedoch schon bald brüchig und instabil.
Die Außenpolitik der neuen Regierung wurde durch verschiedene gegensätzliche Interessen gestört. Bulgarien war durch seine Ablehnung der Grenzziehungen in der Balkanregion seinen Nachbarstaaten von vornherein verdächtig, sodass etwa die Balkanentente von 1934 (Rumänien, Jugoslawien, Griechenland, Türkei) ohne Teilnahme und als direkte Umkesselung Bulgariens geschlossen wurde. Die Annäherungsversuche Bulgariens an Jugoslawien, die es Anfang der 1920er-Jahre durch die Stambolijski gegeben hatte, waren durch den Putsch des Jahres 1923 und durch die IMRO verhindert worden. Die fortwährende Aktivität der IMRO als bulgarische Separatistenbewegung in Jugoslawien machte aus Bulgarien und Jugoslawien daher prinzipiell Gegner.

## Putsch

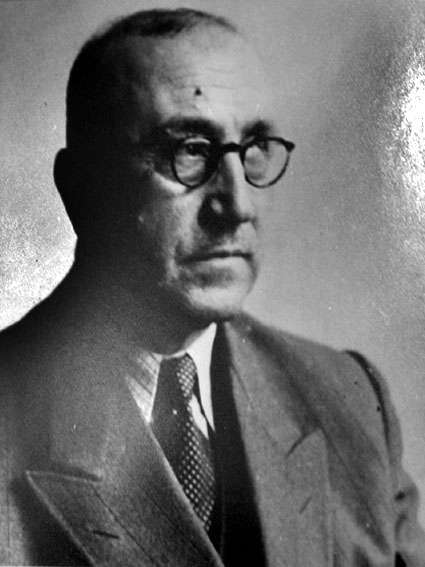
Kimon Georgiew wurde nach dem Staatsstreich des 19. Mai 1934 zum Ministerpräsident Bulgariens. Er wurde im Januar 1935 auf Betreiben Königs Boris III. abgesetzt.

Am 19. Mai 1934 holten Elemente der Sweno zum Staatsstreich aus. Kimon Georgiew, Führer der Sweno, wurde zum Ministerpräsidenten. Das Kommando während des Militärputsches führte Damjan Weltschew von der Bulgarischen Militärunion,:207 doch Weltschew überließ das Amt des Ministerpräsidenten seinem Bundesgenossen, dem Reserveoffizier Georgiew von der Sweno.
Die Sweno-Regierung konnte sich für acht Monate im Amt halten, da sie vom König bis dahin misstrauisch toleriert wurde. Das Regime regierte per Regierungserlass, und versuchte sich nicht an der Bildung einer populistischen Massenbewegung.:208 Während seiner Amtszeit setzte Georgiew Bulgariens diplomatische Anerkennung der Sowjetunion durch (obwohl die BKP in Bulgarien verboten blieb).:193 In Reaktion auf immer stärkere anti-monarchistische und republikanische Tendenzen in der Sweno hin plante Boris III. schon bald, sich Georgiews zu entledigen. Georgiew wurde am 22. Januar 1935 zum Rücktritt gezwungen, und Boris III. übernahm eine viel engere Kontrolle über die bulgarische Politik bis zu seinem Tod im Jahr 1943.

## Nachspiel
Zwischen 1935 und 1943 kam es unter der Aufsicht Boris III. und seiner persönlich gewählten Ministerpräsidenten Georgi Kjosseiwanow und Bogdan Filow zu einer näheren Anbindung Bulgariens an Nazi-Deutschland (obwohl Bulgarien die Teilnahme am Unternehmen Barbarossa 1941 ablehnen würde). Zu den außenpolitischen Erfolgen Boris III. zählte der Vertrag von Craiova, in welchem mit deutschem Einverständnis Territorialgewinne auf Kosten des Königreichs Rumänien erzielt werden konnten, sowie die bulgarische Besetzung große Teile Makedoniens und Westthrakiens Infolge des Balkanfeldzug des Jahres 1941 und die Einbindung der Wehrmacht in Griechenland. Dabei soll Hitler erst nach dem Jugoslawischen Putsch von März 1941 die Überlassung der Gebiete Makedoniens und Westtürkischen persönlich angeordnet haben. Das Dokument selbst das Filow am 1. März in Wien unterzeichnete und das Bulgarien an den Achsenmächten bindete, enthält keine Territoriale Klauseln.
Am 30. August 1944 kam es trotz Bulgariens Nichtteilnahme am Krieg gegen die Sowjetunion zur Ankündigung durch die sowjetische Führung, dass die bulgarische Neutralitätserklärung des 17. August 1944 nichtig sei. Mit der Roten Armee an der Grenze wurde der Oppositionelle Konstantin Murawiew kurzzeitig Ministerpräsident. Gegen ihn kam es am 9. September 1944 zu einem weiteren Staatsstreich. Kimon Georgiew, der zuvor im Staatsstreich 1934 die Macht übernommen hatte, wurde nach Murawiews Scheitern erneut Regierungschef. Er behielt den Posten des Ministerpräsidenten bis zum 23. November 1946, als Georgi Dimitroff, der Führer des kommunistischen Aufstands von 1923, Ministerpräsident wurde. Der 15. September 1946 war der Gründungstag der kommunistischen Volksrepublik Bulgarien, die bis Juli 1991 bestehen würde.